# 초고온 처리

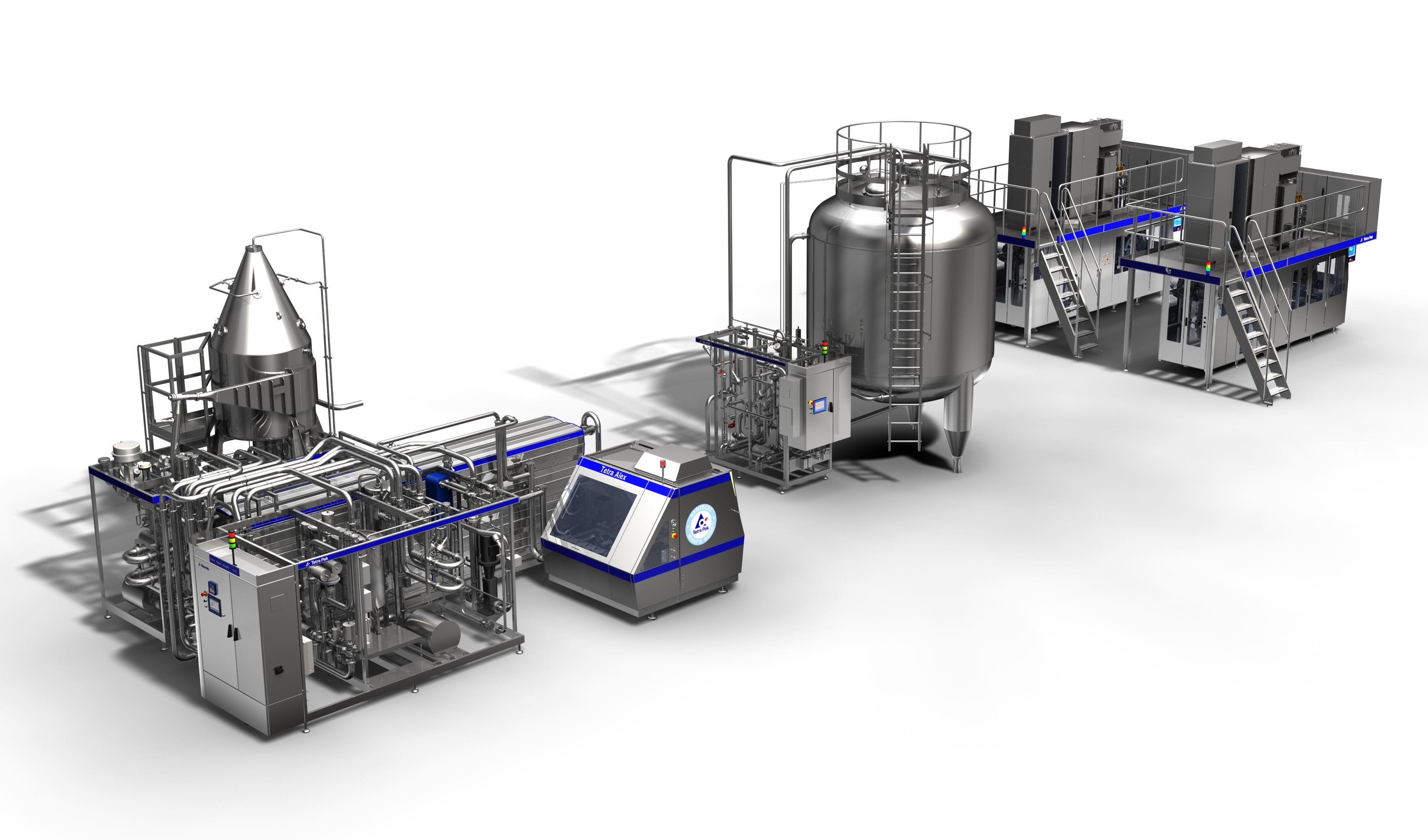
테트라 팩 초고온 처리 생산라인

초고온 처리(Ultra-high temperature processing, UHT 또는 Ultrapasteurized)는 1~2초 동안 135 °C (275 °F) 이상의 고온에서 식품을 살균하는 방법이다. 초고온처리는 일반적으로 우유에 사용이되며, 과일주스, 크림, 두유, 요거트, 와인, 수프, 꿀, 스튜 또한 이 방식으로 처리된다. 초고온 처리 우유는 1960년대 처음 개발되었으며 1970년대에 일반적으로 소비되기 시작하였다.

## 영양 성분
- 칼로리

초고온살균 우유는 저온살균 우유와 같은 칼로리를 가진다.
- 칼슘

초고온살균 우유는 저온살균 우유와 같은 칼슘 함유량을 가진다.
- 단백질

초고온살균 우유의 단백질 구조는 치즈의 형성을 억제 시키는 저온살균 우유와 다르다.
- 엽산

초고온살균 우유는 100 g 당 1 μg의 엽산을 포함한다. 저온살균 우유는 9μg의 엽산을 포함한다.
- 비타민 B12, 비타민 C 와  티아민

## 같이 보기
- 무균가공
- 식품 저장
- 식품 보관
- 식품공학
- 저온 살균법